# King of Mask Singer
King of Mask Singer (Hangul: 미스터리 음악쇼 복면가왕 Miseuteori eumaksyo bokmyeon-gawang) – południowokoreański program rozrywkowy typu talent show, emitowany na kanale MBC. Głównym prezenterem jest Kim Sung-joo, z przedstawieniami autorstwa aktora głosowego Lee Won-joona. Program emitowany jest na kanale MBC w niedziele o 16:50, od 5 kwietnia 2015 roku, w ramach bloku programowego Sunday Night, zastąpił Animals. King of Mask Singer rywalizuje z programami Running Man (SBS) i The Return of Superman (KBS2), emitowanymi o tej samej porze. Program zdobył dużą popularność także za granicą kraju.

## Format
Każda konkurencja trwa dwa odcinki, a wokaliści rywalizują jeden na jednego w trzech rundach eliminacyjnych. Otrzymują wymyślne maski wykonane m.in. przez projektanta Hwang Jae-geuna i stroje, aby ukryć ich tożsamość, usuwając takie czynniki jak popularność i wiek, które mogą wpłynąć na odbiór występu. W pierwszej rundzie obaj zawodnicy śpiewają tę samą piosenkę, podczas gdy w drugiej i trzeciej rundzie każdy śpiewa inną. Zwycięzca każdej pary jest wybierany przez publiczność i zespół celebrytów poprzez głosowanie na żywo. Tożsamości piosenkarzy nie są ujawniane, dopóki nie zostaną wyeliminowani. Zwycięzca trzeciej rundy rzuca wyzwanie Królowi Maski poprzedniej konkurencji i zostaje wyeliminowany lub zostaje nowym Królem Maski (ang. Mask King). Ha Hyun-woo z Guckkasten („Music Captain of Our Local”) ma na swoim koncie dziewięć zwycięstw z rzędu, co jest rekordem wśród zawodników, a Son Seung-yeon („East Invincibility”) – osiem zwycięstw z rzędu, co jest rekordem wśród kobiet.
Ze względu na duże zainteresowanie i popyt, program wydał specjalny album składający się z wyboru nagrań studyjnych w wykonaniu zawodników. Pomimo dużej popularności, występy Luny nie zostały uwzględnione, ponieważ jej agencja SM Entertainment według doniesień miała inne plany.

## Obsada
- Kim Sung-joo[3]
- Kim Gu-ra, Lee Yoon-seok, Shin Bong-sun, Ahn Il-kwon, Yoo Young-seok, Yoon Sang, Kim Hyun-cheol, Lee Min (As One), Sandara Park (stały skład sędziów)
- Lee Won-joon
- House Band (oprawa muzyczna)
- Hwang Jae-geun, Kam Seon-ju, Han Jung-ah, Choi Yoo-rim (produkcja masek)

## Lista zwycięzców
| King # | Generacja # | Uczestnik                            | Uczestnik                                          | Zawód                           | Zwycięstwa | Zwycięstwa                                 | Wyeliminowany w odc. # |
| King # | Generacja # | Imię sceniczne                       | Prawdziwe imię                                     | Zawód                           | Liczba     | Odcinki                                    | Wyeliminowany w odc. # |
| ------ | ----------- | ------------------------------------ | -------------------------------------------------- | ------------------------------- | ---------- | ------------------------------------------ | ---------------------- |
| —      | Brak        | Self-Luminous Mosaic                 | Solji z EXID                                       | piosenkarz/ piosenkarka         | 1          | Pilot, 1                                   | –                      |
| 1      | 1–2         | Used Two Buckets of Gold Lacquer     | Luna z f(x)                                        | piosenkarz/ piosenkarka         | 2          | 1–2, 4                                     | 6                      |
| 2      | 3           | Jingle Jingle Lark                   | Jinjoo                                             | piosenkarz/ piosenkarka         | 1          | 5–6                                        | 8                      |
| 3      | 4–7         | CBR Cleopatra                        | Kim Yeon-woo                                       | piosenkarz/ piosenkarka         | 4          | 7–8, 10, 12, 14                            | 16                     |
| 4      | 8           | King of Song Tungki                  | Lee Jung                                           | piosenkarz/ piosenkarka         | 1          | 15–16                                      | 18                     |
| 5      | 9           | Give A Taste Of Spicy Miss Pepper    | Yeoeun z Melody Day                                | piosenkarz/ piosenkarka         | 1          | 17–18                                      | 2                      |
| 6      | 10–11       | Go! Hawaii                           | Hong Ji-min                                        | aktorka musicalowa              | 2          | 19–20, 22                                  | 24                     |
| —      | Brak        | Sexy Vocal Cricket                   | Jo Jang-hyuk                                       | piosenkarz                      | 1          | Special Live 2015 (między 23 a 24)         | 34                     |
| 7      | 12          | Write With Love Pencil               | Sonya                                              | piosenkarka, aktorka musicalowa | 1          | 23–24                                      | 26                     |
| 8      | 13–16       | Young and Innocent Cosmos            | Gummy                                              | piosenkarka                     | 4          | 25–26, 28, 30, 32                          | 34                     |
| 9      | 17–21       | Amazon Cat-Girl                      | Cha Ji-yeon                                        | aktorka musicalowa              | 5          | 33–34, 36, 38, 40, 42                      | 44                     |
| 10     | 22–30       | Music Captain of Our Local           | Ha Hyun-woo z Guckkasten                           | piosenkarz/ piosenkarka         | 9          | 43–44, 46, 48, 50, 52, 54, 56, 58, 60      | 62                     |
| 11     | 31–32       | An Out-and-Out Escape                | One The                                            | piosenkarz/ piosenkarka         | 2          | 61–62, 64                                  | 66                     |
| 12     | 33–34       | Romantic The Dark Knight             | Roy Kim                                            | piosenkarz/ piosenkarka         | 2          | 65–66, 68                                  | 70                     |
| 13     | 35          | Bulgwang-dong Gasoline               | Kim Yeon-ji z SeeYa                                | piosenkarz/ piosenkarka         | 1          | 69–70                                      | 72                     |
| 14     | 36–39       | Get Excited Eheradio                 | Jung Dong-ha                                       | piosenkarz/ piosenkarka         | 4          | 71–72, 74, 76, 78                          | 80                     |
| —      | Brak        | Heart Attack Cupid                   | Sandeul z B1A4                                     | piosenkarz/ piosenkarka         | 1          | Special Live 2016 (między 79 a 80)         | 84                     |
| 15     | 40–42       | Ready to Order, Popcorn Girl         | Ali                                                | piosenkarz/ piosenkarka         | 3          | 79–80, 82, 84                              | 86                     |
| 16     | 43–45       | Warm Heart Robot                     | Shin Yong-jae z 4Men                               | piosenkarz/ piosenkarka         | 3          | 85–86, 88, 90                              | 92                     |
| 17     | 46          | Mysticism Baby Angel                 | Kim Myung-hoon z Ulala Session                     | piosenkarz/ piosenkarka         | 1          | 91–92                                      | 94                     |
| 18     | 47–49       | Hoppang Prince                       | Hwanhee z Fly to the Sky                           | piosenkarz/ piosenkarka         | 3          | 93–94, 96, 98                              | 100                    |
| 19     | 50          | Gangnam Swallow                      | Gilgu Bonggu                                       | piosenkarz/ piosenkarka         | 1          | 99–100                                     | 102                    |
| 20     | 51–52       | Puss in Boots is Sing                | Lee Hae-ri z Davichi                               | piosenkarz/ piosenkarka         | 2          | 101–102, 104                               | 106                    |
| 21     | 53–58       | 9 Songs, Mood Maker                  | Sohyang                                            | piosenkarz/ piosenkarka         | 6          | 105–106, 108, 110, 112, 114, 116           | 118                    |
| 22     | 59          | 0 Calories If You Taste MC Hamburger | Johan Kim                                          | piosenkarz/ piosenkarka         | 1          | 117–118                                    | 120                    |
| 23     | 60          | The Sea Otter Baby Seahorse          | K.Will                                             | piosenkarz/ piosenkarka         | 1          | 119–120                                    | 122                    |
| 24     | 61–62       | Yeonghui                             | Ock Joo-hyun                                       | piosenkarka, aktorka musicalowa | 2          | 121–122, 124                               | 126                    |
| 25     | 63–64       | Prince of Tree Frog                  | Kwon Jung-yeol z 10cm                              | piosenkarz/ piosenkarka         | 2          | 125–126, 128                               | 130                    |
| 26     | 65–69       | Red Mouth                            | Sunwoo Jung-a                                      | piosenkarz/ piosenkarka         | 5          | 129–130, 132, 134, 136, 138                | 140                    |
| 27     | 70          | Gypsy Woman                          | Ivy                                                | piosenkarz/ piosenkarka         | 1          | 139–140                                    | 142                    |
| 28     | 71–78       | East Invincibility                   | Son Seung-yeon                                     | piosenkarz/ piosenkarka         | 8          | 141–142, 144, 146, 148, 150, 152, 154, 156 | 158                    |
| 29     | 79–81       | Bob Ross                             | Han Dong-geun                                      | piosenkarz/ piosenkarka         | 3          | 157–158, 160, 162                          | 164                    |
| 30     | 82–86       | Dongmakgol Girl                      | Solji z EXID                                       | piosenkarz/ piosenkarka         | 5          | 163–164, 166, 168, 170, 172                | 174                    |
| 31     | 87–89       | Giant Chestnuts of Bread             | Muzie                                              | piosenkarz/ piosenkarka         | 3          | 173–174, 176, 178                          | 180                    |
| 32     | 90–93       | Eagle                                | Lee Hyun                                           | piosenkarz/ piosenkarka         | 4          | 179–180, 182, 184, 186                     | 188                    |
| 33     | 94          | Widow                                | Jang Eun-ah                                        | piosenkarka, aktorka musicalowa | 1          | 187–188                                    | 191                    |
| 34     | 95–97       | Klimt                                | Haena z Matilda                                    | piosenkarka, aktorka musicalowa | 3          | 189–191, 193, 194                          | 196                    |
| 35     | 98–102      | Gulliver                             | Lee Won-seok z Daybreak                            | piosenkarz/ piosenkarka         | 5          | 195–196, 198, 200, 202, 204                | 206                    |
| 36     | 103–105     | Nightingale                          | Lee Bo-ram z SeeYa                                 | piosenkarz/ piosenkarka         | 3          | 205–206, 208, 210                          | 212                    |
| 37     | 106–110     | Jinie                                | Kyuhyun z Super Junior                             | piosenkarz/ piosenkarka         | 5          | 211–212, 214, 216, 218, 220                | 222                    |
| 38     | 111–116     | Handsome Guy                         | Lee Seok-hoon z SG Wannabe                         | piosenkarz/ piosenkarka         | 6          | 221–222, 224, 226, 228, 230, 232           | 234                    |
| 39     | 117–121     | Sweet 18                             | So Chan-whee                                       | piosenkarz/ piosenkarka         | 5          | 233–234, 236, 238, 240, 242                | 244                    |
| 40     | 122–127     | Chow Yun-fat                         | Seungyoon z Winner                                 | piosenkarz/ piosenkarka         | 6          | 243–244, 246, 248, 250, 252, 254           | 256                    |
| 41     | 128         | Shield                               | Choi Jae-rim                                       | aktor musicalowy                | 1          | 255–256                                    | 258v                   |
| 42     | 129         | Pearl                                | Hynn                                               | piosenkarz/ piosenkarka         | 1          | 257–258                                    | 260                    |
| 43     | 130–135     | Mrs. Rose                            | Kim Yeon-ja                                        | piosenkarz/ piosenkarka         | 6          | 259–260, 262, 264, 266, 268, 270           | 272                    |
| 44     | 136         | Hidden Objects                       | Kim Jung-eun                                       | piosenkarz/ piosenkarka         | 1          | 271–272                                    | 274                    |
| 45     | 137–144     | Buttumak Cat                         | Yang Yo-seob z Highlight                           | piosenkarz/ piosenkarka         | 8          | 273–274, 276, 278, 280, 282, 284, 286, 288 | 290                    |
| 46     | 145         | Treasure Chest                       | Lee Young-hyun z Big Mama                          | piosenkarz/ piosenkarka         | 1          | 289–290                                    | 292                    |
| 47     | 146         | Staying Home                         | Park Si-hwan                                       | piosenkarz/ piosenkarka         | 1          | 291–292                                    | 294                    |
| 48     | 147–149     | Barcode                              | Lee Joo-hyuk z Gift                                | piosenkarz/ piosenkarka         | 3          | 293–294, 296, 298                          | 300                    |
| 49     | 150–152     | Baby Goat                            | Jung Seon-ah                                       | aktorka musicalowa              | 3          | 299–300, 302, 304                          | 306                    |
| 50     | 153–155     | Emerald of May                       | Youme}                                             | piosenkarz/ piosenkarka         | 3          | 305–306, 308, 310                          | 312                    |
| 51     | 156         | Sori-kkun                            | Park Min-hye z Big Mama                            | piosenkarz/ piosenkarka         | 1          | 311–312                                    | 314                    |
| 52     | 157–158     | Hwachae                              | Choi Jung-in                                       | piosenkarz/ piosenkarka         | 2          | 313–314, 316                               | 318                    |
| 53     | 159         | Non-face-to-face Boyfriend           | Bae Doo-hoon z Forestella                          | piosenkarz/ piosenkarka         | 1          | 317–318                                    | 320                    |
| 54     | 160–162     | Mung-bean Pancake Gentleman          | Johnny Lee                                         | piosenkarz/ piosenkarka         | 3          | 319–320, 322, 326                          | 328                    |
| —      | Brak        | Sibling Rebellion                    | Lee Ji-young z Big Mama & Lee Seung-woo z Soulstar | piosenkarz/ piosenkarka         | 1          | 323–325 (Chuseok Special 2021)             | –                      |
| 55     | 163–166     | Bear Sole                            | Lee Ye-joon                                        | piosenkarz/ piosenkarka         | 4          | 327–328, 330, 332, 334                     | 336                    |
| 56     | 167–169     | Winter Kid                           | Lee Mu-jin                                         | piosenkarz/ piosenkarka         | 3          | 335–336, 338, 340                          | 342                    |
| 57     | 170–        | Dad Is a Salaryman                   | TBA                                                | TBA                             | 1 1        | 341–342                                    | TBA                    |

## Lokalne wersje programu
| Państwo           | Tytuł                                        | Stacja       | Lata emisji | Prowadzący             |
| ----------------- | -------------------------------------------- | ------------ | ----------- | ---------------------- |
| Chiny             | King of Mask Singer (蒙面歌王)               | JSTV         | 2015        | Li Hao                 |
| Chiny             | Mask Singer (蒙面唱将猜猜猜)                 | JSTV         | od 2016     | Li Hao                 |
| Indonezja         | The Mask Singer Indonesia                    | GTV          | od 2017     | John Martin Tumbel     |
| Polska            | Mask Singer                                  | TVN          | od 2022     | Michał Meyer           |
| Stany Zjednoczone | The Masked Singer                            | Fox          | od 2019     | Nick Cannon            |
| Tajlandia         | The Mask Singer (เดอะแมสก์ซิงเกอร์ หน้ากากนักร้อง) | Workpoint TV | od 2016     | Kan Kantathavorn       |
| Urugwaj           | ¿Quién es la máscara?                        | Teledoce     | od 2022     | Maximiliano de la Cruz |
| Wietnam           | Mask Star (Mặt nạ Ngôi Sao)                  | HTV7         | od 2017     | Hoàng Rapper           |